# Kragujevački loptački podsavez
La Kragujevački loptački podsavez (in cirillico Крагујевачки лоптачки подсавез), fu la sottofederazione calcistica di Kragujevac, una delle 15 in cui era diviso il sistema calcistico del Regno di Jugoslavia.. La dicitura della sottofederazione veniva abbreviata in KLP.
Il 17 aprile 1932 a Kragujevac, nell'albergo "Gušić", alla presenza del delegato della JNS Dušan Spasović e di quello della BLP Dimitrije Bojić, venne istituita la Kragujevački loptački podsavez. Il territorio su cui aveva giurisdizione comprendeva l'ex area della Šumadijska župa, precedentemente parte della BLP; oltre a Čačak, Užice, Požega (precedentemente parte della sottofederazione di Sarajevo), Kraljevo, Ćuprija, Jagodina e Paraćin (precedentemente parte della sottofederazione di Belgrado); quindi, oltre al girone della 1. razred cittadina, vennero istituite due "parrocchie": la Zapadno-moravska župa (girone occidentale) e la Moravska župa (orientale).
I presidenti della KLP furono Bakić (1931–1932), Kosta Maršićanin (1932–1935) e Zoran Mišić (dal 1935, rieletto nel 1937).

## Albo d'oro

### Šumadijska župa
Fino al 1931, i club di questa zona ricadevano sotto la giurisdizione della sottofederazione di Belgrado. I club vincitori della Šumadijska župa (parrocchia della Šumadija) disputavano gli spareggi con le altre parrocchie della BLP per il titolo di "campione provinciale".
| Stagione | Vincitore           | Classifiche                                                        |
| -------- | ------------------- | ------------------------------------------------------------------ |
| 1921-22  | Šumadija Kragujevac | Šumadija 5, Šparta Jagodina 5, Mlada Šumadija 2, Jasenica 0        |
| 1922-23  | Šumadija Kragujevac | Šumadija 2 (5-4), Šparta Jagodina 2 (4-5). Mlada Šumadija ritirato |
| 1923-24  | Šumadija Kragujevac | Šumadija 4, Šparta Jagodina 0                                      |
| 1924-25  | Šumadija Kragujevac | Šumadija –Šparta Jagodina n.d. (Šparta ritirato)                   |
| 1925-26  | ???                 | ???                                                                |
| 1926-27  | Šumadija Kragujevac | Šumadija 7, Slavija 4, Mladi radnik 1                              |
| 1927-28  | Šumadija Kragujevac | Šumadija 11, Slavija 9, Mladi radnik 4, Car Lazar 0                |
| 1928-29  | Šumadija Kragujevac | Šumadija 12, Slavija 11, Mladi radnik 5, Jadran 4, Dača Jagodina 0 |
| 1929-30  | Šumadija Kragujevac | Šumadija 14, Slavija 13, Radnički 6, Jadran 5, Srbija 2            |
| 1930-31  | ???                 | ???                                                                |

### KLP indipendente
Con la separazione dalla BLP, i vincitori della Kragujevački podsavez accedevano agli spareggi al campionato nazionale.
| Stagione | Vincitore           | Classifiche |
| -------- | ------------------- | --- |
| 1931-32  | Radnički Kragujevac | 1. razred: Šumadija 20, Radnički 18, Slavija 18, Jadran 15, Srbija 5, Kolonija 4, Sušica 4 Girone finale: Radnički 5, Ibar Kraljevo 4, Šumadija 3                      |
| 1932-33  | Šumadija Kragujevac | 1. razred: Šumadija 14, Radnički 13, Slavija 7, Srbija 4, Jadran 2 Finalissima: Jedinstvo Paraćin – Šumadija 2–3 e 0–3                                                 |
| 1933-34  | Radnički Kragujevac | 1. razred: Slavija 18, Radnički 17, Rapid 9, Jadran 8, Šumadija 5, Srbija 3 Girone finale: Radnički 4, Borac Čačak 2, Jedinstvo Paraćin 0                              |
| 1934-35  | Radnički Kragujevac | 1. razred: Radnički18, Šumadija 16, Jadran 16, Slavija 13, Kolonija 13, Rapid 5, Srbija 5 Girone finale: Radnički 11, Šumadija 9, Jedinstvo Čačak 4, Slavija Ćuprija 0 |
| 1935-36  | Radnički Kragujevac | Podsavezna liga: Radnički 15, Slavija Kragujevac 11, Jedinstvo Čačak 11, Šumadija 10, Jadran Kragujevac 9, Slavija Ćuprija 2                                           |
| 1936-37  | Šumadija Kragujevac | Podsavezna liga: Šumadija 13, Radnički 12, Jagodina 12, Slavija Kragujevac 8, Jedinstvo Čačak 8, Jadran Kragujevac 7                                                   |
| 1937-38  | Radnički Kragujevac | Podsavezna liga: Radnički 17, Šumadija 11, Slavija Kragujevac 11, Jagodina 10, Jedinstvo Čačak 9, Šumadija 10, Građanski Ćuprija 2                                     |
| 1938-39  | Radnički Kragujevac | Podsavezna liga: Radnički 18, Jagodina 11, Šumadija 11, Jedinstvo Čačak 9, Šumadija 8, Slavija Kragujevac 8, Jadran Kragujevac 6                                       |
| 1939-40  | Jedinstvo Čačak     | Podsavezna liga: Jedinstvo Čačak 17, Radnički 16, Slavija Kragujevac 12, Šumadija 8, Jedinstvo Paraćin 6, Jagodina 1                                                   |
| 1940-41  | —                   | Campionato interrotto a causa della guerra. |